# Josef Albert Amann
Josef Albert Amann (Monaco di Baviera, 1º luglio 1866 – Costanza, 17 ottobre 1919) è stato un ginecologo tedesco.

## Biografia
Studiò medicina all'Università di Monaco, dove i suoi insegnanti erano Karl Wilhelm von Kupffer, Otto Bollinger e Franz von Winckel. Per diversi anni lavorò come assistente presso la clinica femminile universitaria di Monaco, conseguendo la sua abilitazione nel 1892. Nel 1898 succedette a suo padre come capo del secondo dipartimento ginecologico presso l'Allgemeine Krankenhaus di Monaco. Nel 1905 divenne professore associato all'università.
Aveva un particolare interesse per l'anatomia e l'istologia dei genitali femminili. Nel 1897 pubblicò Kurzgefasstes Lehrbuch der mikroskopisch-gynäkologischen Diagnostik, un autorevole manuale di diagnostica ginecologica microscopica. Inoltre, è accreditato con l'introduzione di un intervento chirurgico per la creazione di una vagina artificiale in caso di assenza congenita ("operazione di Amann").